# Baldovce
Baldovce – słowacka wieś i gmina (obec) w powiecie Lewocza, w kraju preszowskim.

## Historia
Pierwsze wzmianki o wsi pochodzą z 1272 roku.

## Geografia
Centrum wsi leży na wysokości 430 m n.p.m. Baldovce zajmują powierzchnię 2,204 km². W 2011 roku zamieszkiwało je 179 osób.